# Woodford (Metropolitano de Londres)
Woodford é uma estação do Metropolitano de Londres na vila de Woodford, no borough londrino de Redbridge, no Leste de Londres. A estação está na Central line, entre as estações South Woodford e Buckhurst Hill e está na Zona 4 do Travelcard. A estação também atua como um terminal para serviços via o circuito de Hainault.

## História
A estação foi originalmente inaugurada em 22 de agosto de 1856 como parte da filial da Eastern Counties Railway de Leyton a Loughton. Outras alterações foram realizadas pela companhia sucessora, a Great Eastern Railway, incluindo serviços para Ilford via Circuito de Fairlop aberto entre Woodford e Newbury Park em 1903. Depois de 1923, a estação ficou sob o controle da London & North Eastern Railway até a transferência para o London Passenger Transport Board (LPTB) em 14 de dezembro de 1947 como parte da extensão dos serviços da linha Central do Metrô de Londres. A estação atuou como um terminal da linha Central, com passageiros transferindo para um ônibus a vapor em direção a Epping, onde o LNER ainda tinha serviços de frete local operando entre Epping e Loughton, e continuou para Stratford (Liverpool Street aos domingos) até 5 de outubro de 1970 A extensão foi adiada pela Segunda Guerra Mundial e os serviços elétricos começaram até Loughton (e ao redor do 'loop' para Hainault) em 21 de novembro de 1948.
No âmbito da electrificação efectuada para a transferência para a LPTB foi encerrada a passagem de nível original da estação, onde a Snakes Lane cruzava a linha e construída uma ponte, a sul. O pátio de cargas original, que foi fechado no final dos anos 1960, agora forma o estacionamento.
Durante o planejamento da linha Victoria, as opções de rota incluíam uma continuação da linha das estações de Walthamstow Central para Woodford ou South Woodford. No entanto, em 1961, foi tomada a decisão de construir apenas até Walthamstow Central.

## A estação hoje

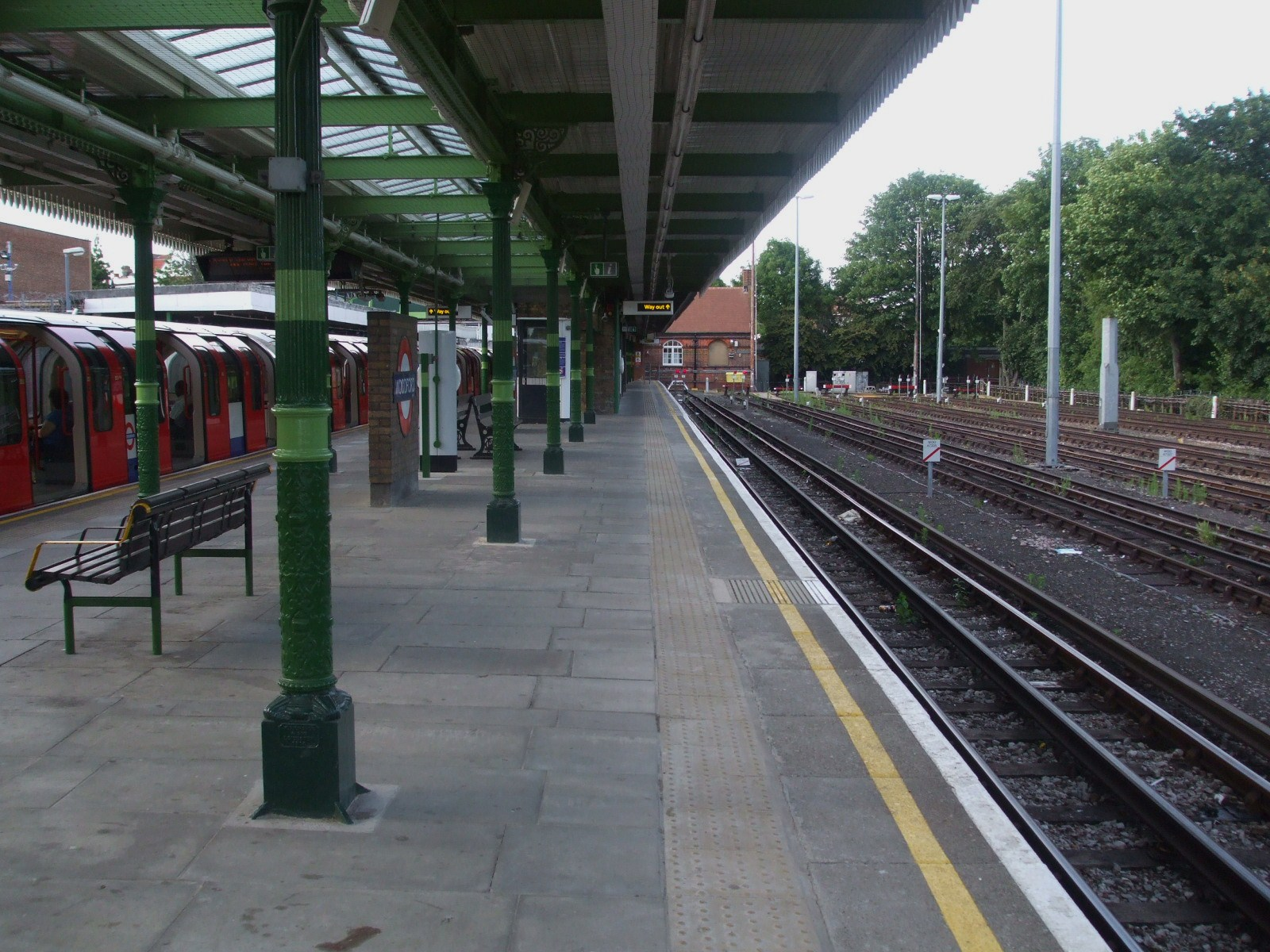
Plataforma da baia com vista para o norte em direção aos amortecedores, usada pelos trens que terminam no leste do Centro de Londres. Um trem a oeste da linha Central fica na plataforma oeste à esquerda.

A entrada oeste principal está localizada na Broadway, com acesso ao estacionamento da estação. A entrada leste está localizada na Snakes Lane East. Esta entrada é fechada após as 21h e o interfone é usado para solicitar aos funcionários que destranquem os portões em outros horários, se necessário. A bilheteria naquela entrada também não está mais em uso. Existem três trilhos-plataforma, servindo uma plataforma lateral a oeste da linha e uma plataforma de ilha a leste, sendo que o trilho do lado leste da plataforma de ilha é um trilho terminal voltado para o sul. Além desta pista terminal estão cinco desvios de estábulos, também acessados pelo sul.
A estação havia passado por obras de reforma. Os pilares foram repintados em verde bicolor com o trabalho de tiras táteis concluído. Extensos PA e pontos de ajuda foram adicionados com o novo sistema de endereço público. Uma 'coruja' também apareceu suspensa na viga.

## Serviços e conexões
As frequências dos trens variam ao longo do dia, mas geralmente operam a cada 6–11 minutos entre 05:22 e 00:49 no sentido leste para Epping, a cada 11–25 minutos entre 06:48 e 23:37 para Hainault (e além) e a cada 5–10 minutos entre 05:24 e 23:36 no sentido oeste.
As linhas de ônibus de Londres 275, 549 e W14 de Londres servem a estação.

## Livros
Leboff, David (1994). London Underground Stations. [S.l.]: Ian Allan. ISBN 978-0-7110-2226-3